# Раппоттенштайн
Раппоттенштайн (нем. Rappottenstein) — ярмарочная коммуна (нем. Marktgemeinde) в Австрии, в федеральной земле Нижняя Австрия. 
Входит в состав округа Цветль.  Площадь общины составляет 65,77 км², население — 1724 человека (1 января 2021), плотность населения — 26 чел./км². Официальный код  —  3 25 21.

## Население
| Год  | Численность |
| ---- | ----------- |
| 1869 | 2490        |
| 1889 | 2757        |
| 1890 | 2704        |
| 1900 | 2650        |
| 1910 | 2601        |
| 1923 | 2434        |
| 1934 | 2296        |
| 1939 | 2256        |
| 1951 | 2184        |
| 1961 | 2179        |
| 1971 | 2080        |
| 1981 | 1919        |
| 1991 | 1844        |
| 2001 | 1823        |
| 2011 | 1746        |
| 2021 | 1724        |

## Достопримечательности

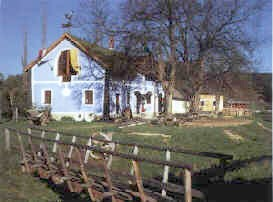
Деревенский музей в Ройтене, построенный Хундертвассером

- Музей, построенный архитектором Хундертвассером в деревне Ройтен
- Раппоттенштайн — средневековый замок.

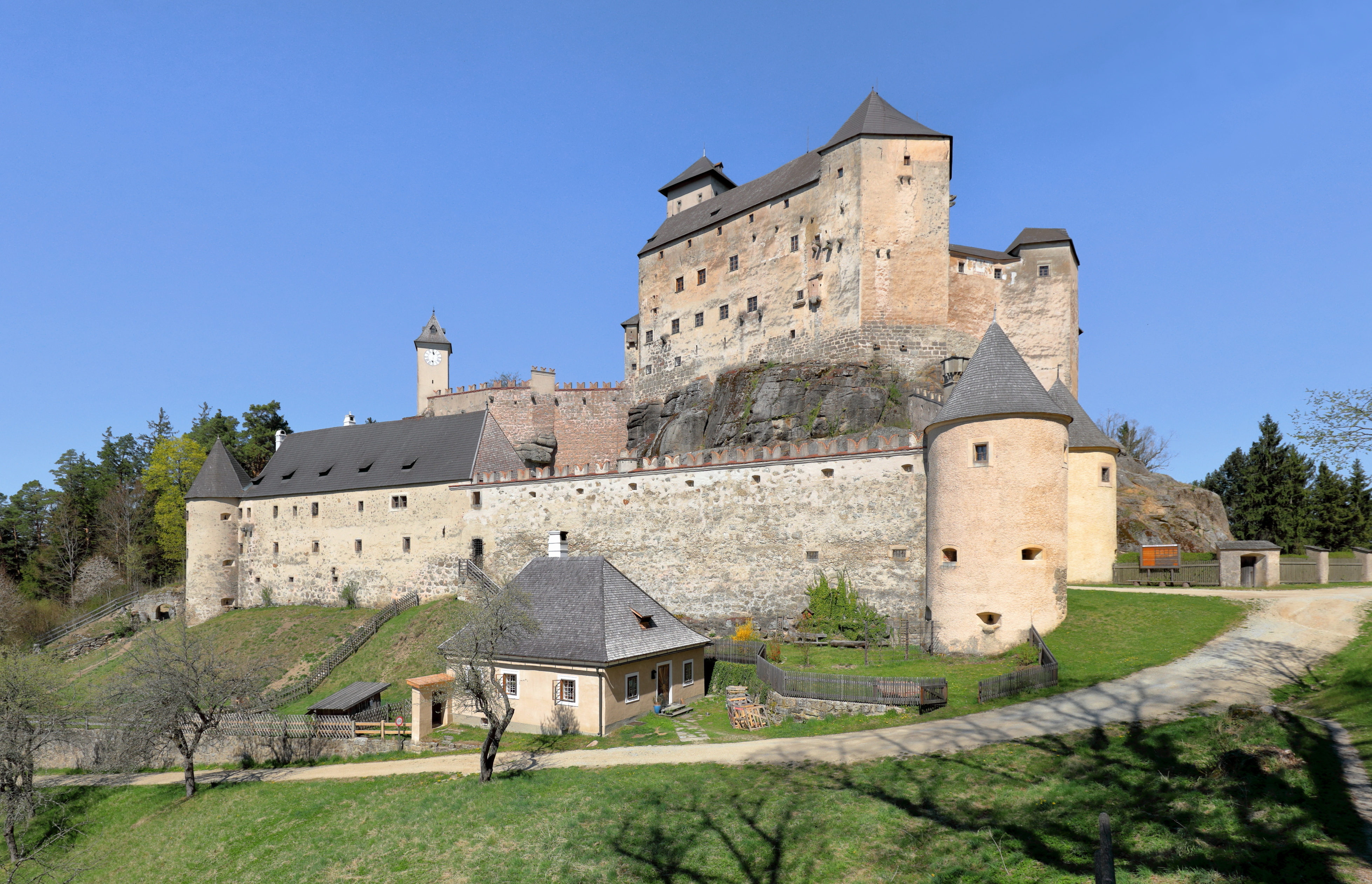
Крепость Раппоттенштайн

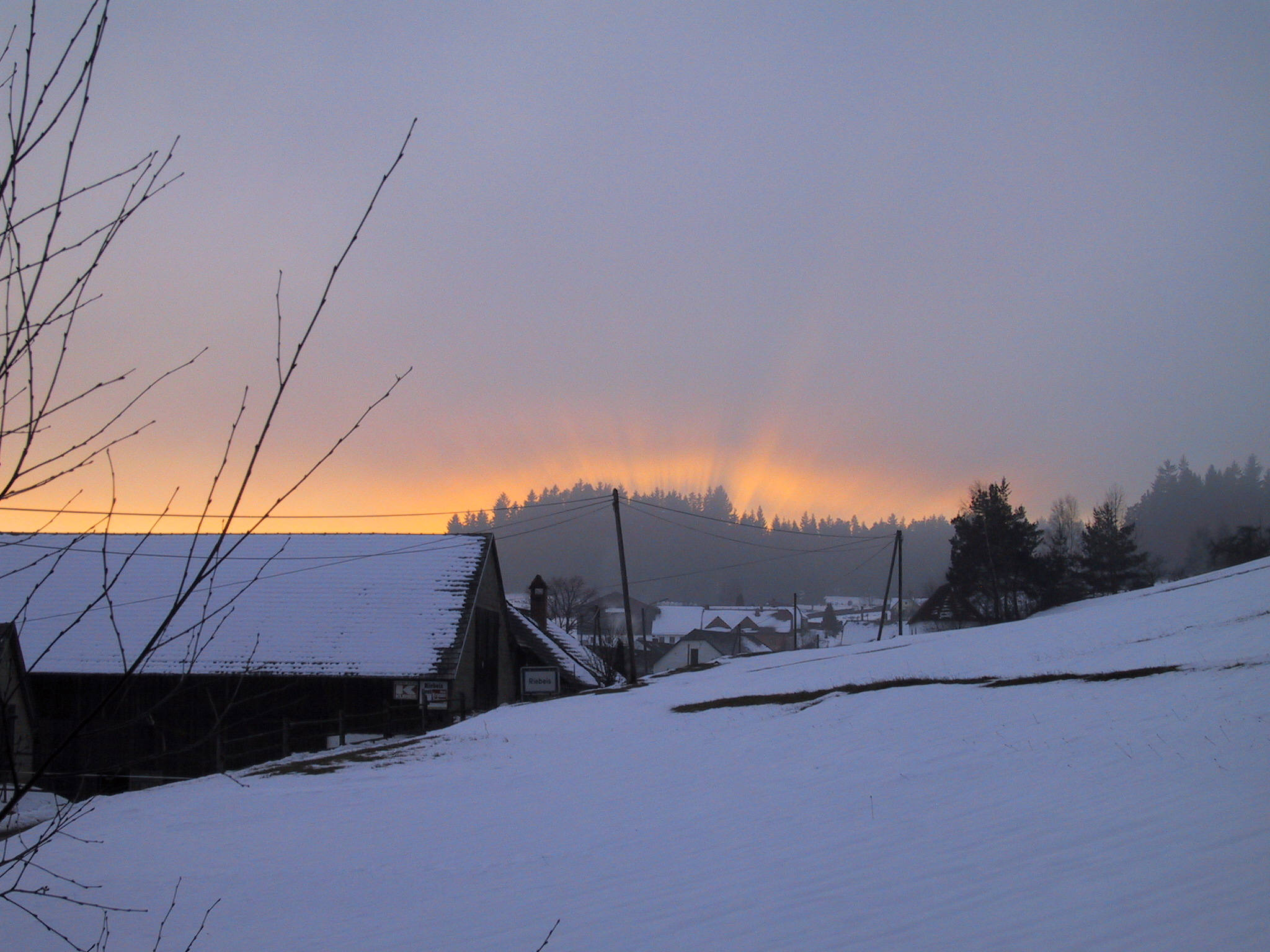
Зимний вид

## Политическая ситуация
Бургомистр коммуны — Фридрих Вагнер (АНП) по результатам выборов 2005 года.
Совет представителей коммуны (нем. Gemeinderat) состоит из 19 мест.
- АНП занимает 15 мест.
- СДПА занимает 4 места.